# Amandaprisen
O Amandaprisen (português: Prêmio Amanda) é um prêmio concedido anualmente no Festival Internacional de Cinema da Noruega em Haugesund, aos melhores filmes e profissionais do cinema norueguês. O prêmio começou a ser entregue em 1985 e é marcada todos os anos por um grande evento transmitido nacionalmente pela televisão.

## Transmissão
Desde o início, a cerimônia de premiação foi produzida em cooperação com a emissora estatal norueguesa Norsk rikskringkasting (NRK). Em 2006, porém, a NRK encerrou a parceria, e o programa desde então está sob a responsabilidade da emissora TV2.

## Categorias
- Melhor Filme Norueguês
- Melhor Diretor
- Prêmio do Público
- Melhor Ator
- Melhor Atriz
- Melhor Ator Coadjuvante
- Melhor Atriz Coadjuvante
- Melhor Filme Infantil e Juvenil
- Melhor Roteiro Original
- Melhor Cinematografia
- Melhor Design de Som
- Melhor Música
- Melhor Edição
- Melhor Design de Produção/Cenografia
- Melhores Efeitos Visuais
- Melhor Curta Metragem
- Melhor Documentário
- Melhor Filme Estrangeiro
- Prêmio Golden Clapper do Comitê (prêmio técnico)
- Prêmio Honorário do Comitê